# Estació de Sabadell Plaça Major
Sabadell Plaça Major és una estació del perllongament de la línia Barcelona-Vallès de FGC. Forma part del perllongament de la S2 a la ciutat de Sabadell i és una de les noves estacions de ferrocarril de l'anomenat Metro del Vallès. Forma part de la primera fase del perllongament, i va entrar en funcionament el 12 de setembre de 2016, esdevenint estació terminal fins a la inauguració de la segona fase del perllongament, al juliol de 2017.
El 20 de juliol de 2017 van entrar en servei les tres estacions restants, la Creu Alta, Sabadell Nord (intercanviador amb Rodalies) i finalment Sabadell Parc del Nord, que va esdevenir l'estació de capçalera. El túnel està preparat perquè en un futur es pugui connectar fins a Castellar del Vallès.
Aquesta nova estació substitueix l'antiga Sabadell-Rambla, situada a 200 metres més avall, que es va tancar després de més de 90 anys en funcionament.
L'any 2016 va registrar l'entrada de 534.604 passatgers. L'estació de Sabadell Rambla, havia registrat 985.515 passatgers durant el 2016.

## Obres i inauguració
Després de més de vuit anys d'obres (2008-2016), que van obligar a aixecar tot el paviment del passeig de la Plaça Major de Sabadell, l'estació la va inaugurar el 12 de setembre de 2016 el president de la Generalitat de Catalunya, Carles Puigdemont; el conseller de Territori i Sostenibilitat, Josep Rull, i l'alcalde de Sabadell, Juli Fernández, entre d'altres.
Aquell dia l'estació va estar oberta per a tothom des de la 1 del migdia fins a les 9 del vespre, amb viatges gratuïts entre aquesta estació i Can Feu | Gràcia. L'endemà, el dia 13, van començar els serveis regulars.

## L'estació
Sabadell Plaça Major es troba al punt quilomètric 10,585 de la línia original Sant Cugat Centre - Sabadell (sense passar per l'Autònoma).
L'estació s'estructura en cinc nivells. Les plantes -1 i -2 són destinades a l'ampliació del pàrquing soterrat de la plaça del Dr. Robert. El vestíbul és al nivell -3 i disposa de les màquines de venda de bitllets i de les barreres tarifàries. Al nivell -4 hi ha unes dependències tècniques. Més avall, a la planta -5 es troben les dues vies generals amb una andana central de 9 metres d'amplada i 120 de longitud. A cada extrem de l'andana hi ha una sortida d'emergència.
L'arquitectura de l'estació és obra de David Viaplana i té com a peculiaritat arquitectònica que es troba dividida longitudinalment en dues meitats: el costat oest (via 2) té acabats i els elements són de color gris fosc, mentre que el costat est és d'estil obra vista amb elements de color gris clar.

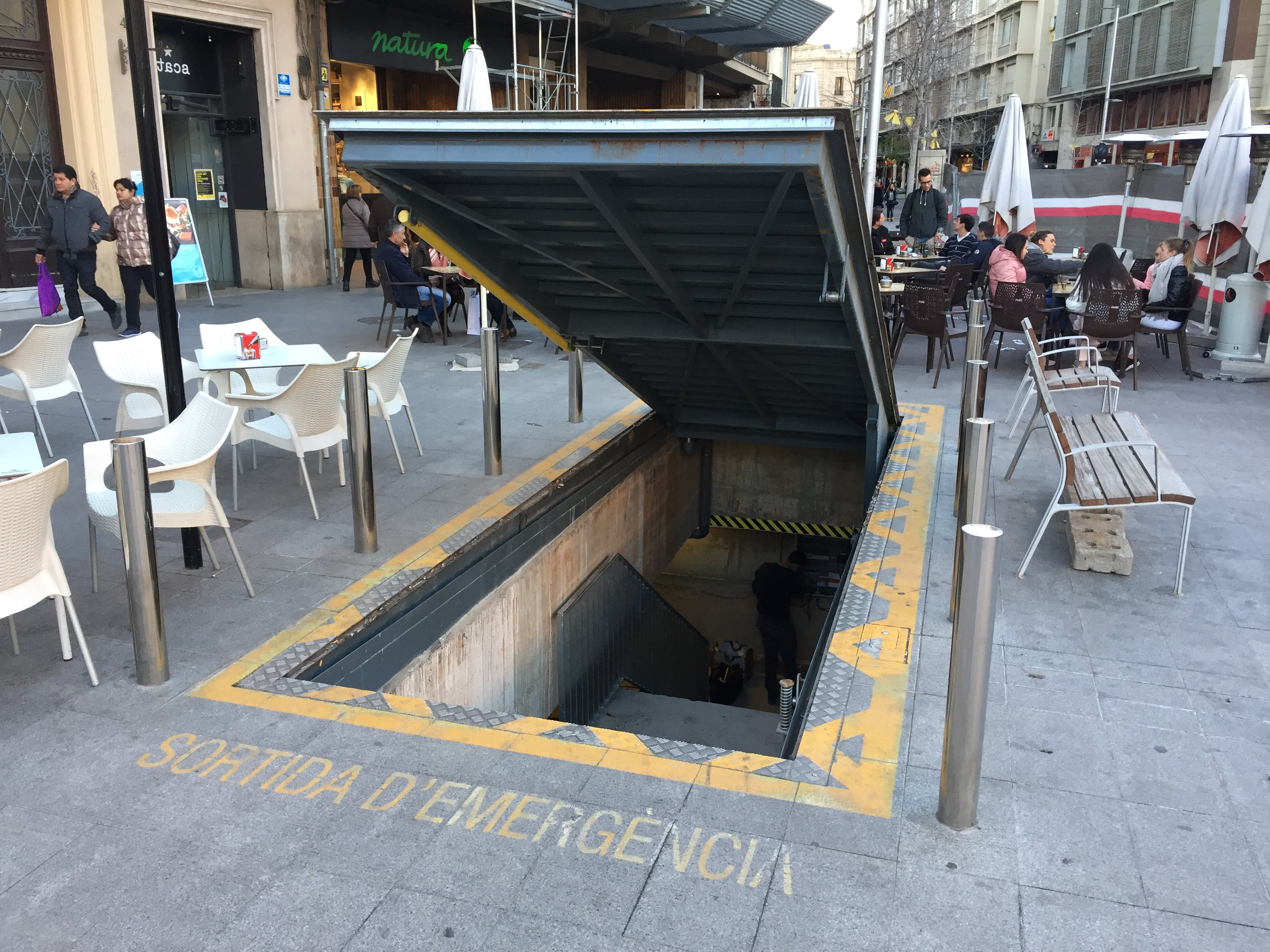
Sortida d'emergència

## Serveis ferroviaris
| Línia Barcelona-Vallès de FGC |                   |       |              |                        |
| Procedència/Destinació        | <                 | Línia | >            | Procedència/Destinació |
| Barcelona - Plaça Catalunya   | Can Feu \| Gràcia |       | La Creu Alta | Sabadell Parc del Nord |